# 유즈카 레이
유즈카 레이(일본어: 柚香光, 3월 5일생)는 다카라즈카 가극단 하나구미에 소속된 남역. 현 하나구미 톱스타.
도쿄도 스기나미구、구립 이즈미 중학교 출신。키 171cm. 혈액형은 O형. 애칭은 「레이」。

## 약력
- 2007년 4월 다카라즈카 음악학교 입학
- 2009년 3월 다카라즈카 가극단에 95기생으로 입학. 입학당시 성적은 20등. 소라구미공연 「장미에 내리는 비 / Amour 그것은…」으로 초무대를 밟고 하나구미에 배속.
  - 동기에 대해서는 다카라즈카 가극단 95기생을 참고할것.
- 2014년 란쥬 토무의 퇴단공연인 「라스트 타이쿤」으로 신인공연 첫 주연.
  - 같은 해 「녹턴－머나먼 여름날의 기억－」으로 바우홀 첫 주연.
  - 같은 해 아스미 리오 톱스타 취임 대극장 피로 공연인 「엘리자벳」으로 두번째 신인공연 주연. 본공연에서는 세리카 토아와 역바꿈으로 루돌프 황태자역에 도전.
- 2015년, 아스미 리오, 카노 마리아 대극장 피로 공연인 「카리스타의 바다에 안겨서 / 다카라즈카 환상곡」부터 신생 하나구미의 3번수로 승격[4]
  - 같은 해, 대만 공연 「베르사이유의 장미 (다카라즈카 가극)／다카라즈카 환상곡」에서는 남장의 여인 오스칼을 연기한다.
  - 같은 해, 「신 겐지이야기」로 세번째 신인공연 주연을 하고 신인공연을 졸업.
- 2017년, 「하이카라씨가 간다」(드라마시티, 일본청년관 공연)으로 첫 외부극장 주연을 맡았다[5].
- 2018년, 「포의 일족」으로 세리카 토아의 조 이동에 따라 신생 하나구미의 2번수로 승격[2].
- 2019년, 아스미 리오의 퇴단에 따라, 신생 하나구미 톱스타로 승격.

## 인물
특기는 피아노.
5남매중 셋째로, 오빠 두명과 남동생 두명이 있다. 제일 위의 오빠와 막내동생과는 얼굴이 닮았다。
어린시절은 개구쟁이로, 매일 어딘가 다쳐서 돌아오는 아이였다.
어린시절부터 피아노와 클래식 발레를 배웠지만 다카라즈카 가극에 대해서는 잘 몰랐으며, 중학교 졸업즈음 어머니가 다카라즈카 음악학교의 모집요강을 서점에서 발견한 것을 계기로 그 커리큘럼의 「꿈과도 같은 시간표」에 끌려서 3개월후 수험을 치르고 합격했다.
다카라즈카 음악학교의 합격발표 당시는 키가 167cm였지만, 입단 후에도 계속 커져 2014년 6월에는 171.1cm가 되었다.
여배우 카도와키 무기는 중학생 시절에 같은 발레 스튜디오에 다녔던 친구로, 2016년 10월에 발매된 「다카라즈카 퍼스트 포토북」에서 대담을 하였다。

## 주요 무대

### 초무대 공연
- 2009년 4～5월, 소라구미 『장미에 내리는 비／Amour 그것은…』(다카라즈카 대극장 한정)

### 하나구미 배속 후
- 2009년 9월 - 10월, 『외전 베르사이유의 장미 - 앙드레 편 -／EXCITER!!』위병대 대원, 신인공연 : 마을 사람／위병대
- 2010년 4월 - 5월, 『우미인』 신인공연 : 조참(본역 : 세토 카즈야)
- 2010년 7월 - 10월, 『사브리나／EXCITER!!』 앤드류, 신인공연 : 프랭크 (본역 : 노조미 후토)
- 2010년 11월 - 12월, 『멜랑꼴릭 지고로 - 위험한 상속인 -／러브 ・심포니』(전국투어)
- 2011년 2월 - 4월, 『사랑의 프렐류드／Le Paradis!! - 성스러운 시간-』 신인공연 : 듀이 스테인(본역 : 아사카 마나토)
- 2011년 6월 - 8월, 『팬텀』 종자(從者), 신인공연 : 세르지오(본역 하나카타 히카루)
- 2011년 10월, 『카나리아』 작은 악마(드라마시티, 청년관)
- 2012년 1월 - 3월, 『부활 - 연애가 끝나고, 사랑이 남았다 -／카논』 신인공연 : 시몬손(본역 : 아이네 하레이)
- 2012년 5월, 『치카마츠・사랑의 행방』 도쿠베(유리인형) (바우, 청년관)
- 2012년 7월 - 10월, 『생택쥐페리 「별의 왕자님」이 된 조종사(파일럿)／CONGA!!』 신인공연 : 홀스트(본역 : 노조미 후토)
- 2012년 11월, 『Victorian Jazz(빅토리안 재즈)』 (바우) 에드워드 황태자
- 2012년 12월, 『이상한 두 사람』 전과 공연(일본청년관) 로이
- 2013년 2월 - 5월, 『오션스 일레븐 (다카라즈카 가극)』 터크 말로이, 신인공연 : 테리 베네딕트(본역 : 노조미 후토)
- 2013년 6월 『포에버 거쉬윈 - 오선지에 그리는 꿈－ 』 (바우) 프레드 아스티어
- 2013년 6월 - 7월, 토도로키 유우 주연 『다카라즈카 파리제 2013』(다카라즈카 호텔, 팔레스 호텔 도쿄)
- 2013년 8월 - 11월 『사랑과 혁명의 시－안드레아 세니에－／Mr. Swing!』 Angel Black(검은 천사), 신인공연 : 카를로 제라르(본역 : 아스미 리오)
- 2013년 12월, 『New Wave! －꽃－』 (바우)
- 2014년 2월 - 5월, 『라스트 타이쿤 - 헐리우드의 제왕, 불멸의 사랑 -』 아이작, 신인공연 : 먼로 스타(본역 : 란쥬 토무)／『TAKARAZUKA ∞ 몽현』 ＊신인공연 첫 주연
- 2014년 6월 - 7월, 『녹턴－머나먼 여름날의 기억－』 (바우) 블라디미르 ＊바우 첫 주연
- 2014년 8월 - 11월, 『엘리자벳 - 사랑과 죽음의 론도 -』 루돌프, 쥬라(세리카 토아와 역할바꿈), 신인공연 : 토드(본역 : 아스미 리오) ＊신인공연 주연
- 2015년 1월, 『바람의 지로키치 - Oedo night show -』(드라마시티, 청년관) 하야토
- 2015년 3월 - 6월, 『카리스타의 바다에 안겨서』나폴레옹 보나파르트, 신인공연 : 마리우스 벨트럼 드 샬렛(본역 : 호즈키 안)／『다카라즈카 환상곡』
- 2015年7月 - 8月、『베르사이유의 장미 - 페르젠과 마리 앙투아네트 편 -』 오스칼／『다카라즈카 환상곡』 (우메다 예술극장, 타이완 국가 경극원)
- 2015년 11월 - 12월, 『신 겐지이야기』 로쿠조노 미야스도코로／카시와기, 신인공연 : 히카루 겐지(본역 : 아스미 리오)／『Melodia －뜨겁고 아름다운 선율－』 ＊신인공연 주연
- 2016년 2월 - 3월, 『For the people - 링컨 자유를 원한 남자 -』 (아카사카 ACT 시어터, 드라마시티, KAAT 카나가와 예술극장) 프레데릭 더글라스
- 2016년 4월 - 7월 『ME AND MY GIRL (다카라즈카 가극)』 재클린 캐스턴(재키) (호즈키 안과 역할 바꿈)／캐드릭 버체스터(오오토리 마유와 역할 바꿈)
- 2016년 8월, 『Bow Singing Workshop～꽃～』 (바우)
- 2016년 9월, 토도로키 유 디너쇼 『Prelude of Yū』
- 2016년 11월～2017년 2월『설화초／금색의 사막』 구혼자 테오드로스
- 2017년 3월～4월, 『가면의 로마네스크／EXCITER!!2017』 (전국투어) 프레데릭 댄스니 남작
- 2017년 6월～8월, 『야마타이국의 바람／Santé!!～최고급 와인을 당신에게～』프루도리
- 2017년 10월, 『하이카라씨가 간다』 (시어터, 드라마시티, 일본청년관) 이쥬인 시노부＊동상 첫 주연
- 2018년 1월～3월, 『포의 일족』 알랜 트와일라잇